# Hybocoptus dubius
Hybocoptus dubius är en spindelart som beskrevs av Denis 1950. Hybocoptus dubius ingår i släktet Hybocoptus och familjen täckvävarspindlar.
Artens utbredningsområde är Frankrike. Inga underarter finns listade i Catalogue of Life.